# Jeanne Balibar
Jeanne Balibar sinh ngày 13.4.1968 tại Paris, là một nữ ca sĩ và nữ diễn viên người Pháp.

## Tiểu sử
Jeanne Balibar là con gái của Étienne Balibar, một triết gia theo chủ nghĩa Marx và nhà vật lý học Françoise Balibar. Cô sinh tại Paris, và bắt đầu sự nghiệp diễn xuất trên sân khấu trong vở "Don Juan" tại Festival Avignon. Vai diễn đầu tiên trong điện ảnh của cô là trong phim The Sentinel năm 1992 của Arnaud Desplechin. Cô tiếp tục diễn xuất cả trong điện ảnh lẫn sân khấu.
Gần đây cô đóng phim All the Fine Promises (2003) cùng với Bulle Ogier và Valérie Crunchant do Jean-Paul Civeyrac đạo diễn; phim Saltimbank (2003) với Jean-Marc Barr do Jean-Claude Biette đạo diễn và phim Clean (2004) với Maggie Cheung cùng Nick Nolte do Olivier Assayas đạo diễn.
Cô thích các ca sĩ Rose Murphy, Régine Crespin, Frank Sinatra, Rosa Ponselle, Chet Baker và các diễn viên Béatrice Dalle, Carole Lombard, Louise Brooks, Glenn Close, Juliet Berto.
Cô đã làm thành viên Ban giám khảo phim dài ở Liên hoan phim Venezia năm 2001 và thành viên Ban giám khảo Liên hoan phim Cannes năm 2008.

## Hoạt động xã hội
Từ lâu, cô đã hoạt động trong các hội trợ giúp những người nước ngoài sống lậu ở Pháp  ·  · . Cô cũng chống đối luật Hadopi và đã tỏ ý lo ngại chính sách của Nicolas Sarkozy khi ông tranh cử chức tổng thống và so sánh ông với Silvio Berlusconi của Ý.

## Đời tư
Jeanne Balibar kết hôn với Mathieu Amalric (họ có hai con trai: Antoine et Pierre) và đã ly hôn năm 2003, sau đó cô cặp bồ với Pierre Alféri. Hiện nay cô sống chung với nhạc sĩ Philippe Katerine.

## Các phim tham gia
- 1992: La Sentinelle của Arnaud Desplechin - (không ghi tên)
- 1994: Un Dimanche à Paris của Hervé Duhamel - vai Nina
- 1994: Le Beau Pavel của Lou Jeunet - vai Jeanne
- 1994: La Folie douce của Frédéric Jardin - vai Madeline
- 1994: La Croisade d'Anne Buridan của Judith Cahen
- 1995: Julie Lescaut tập 3, mùa 2: Trafics (TV) của Josée Dayan - vai Marika
- 1995: Le Crime de Monsieur Still (TV) của Claire Devers - vai Charlotte
- 1996: Comment je me suis disputé… (ma vie sexuelle) của Arnaud Desplechin - vai Valérie
- 1997: J'ai horreur de l'amour của Laurence Ferreira Barbosa - vai Annie
- 1997: Mange ta soupe của Mathieu Amalric - vai người con gái
- 1999: Balzac (TV) của Josée Dayan
- 1999: Fin août, début septembre của Olivier Assayas - vai Jenny
- 1999: Trois ponts sur la rivière của Jean-Claude Biette - vai Claire
- 2000: Sade của Benoît Jacquot - vai bà Santero
- 2000: Ça ira mieux demain của Jeanne Labrune - vai Elisabeth
- 2001: La Comédie de l'innocence của Raoul Ruiz - vai Isabella
- 2001: Va savoir của Jacques Rivette - vai Camille B.
- 2001: Intimisto của Licia Eminenti - vai người vợ
- 2001: Avec tout mon amour của Amalia Escriva - vai Eugénia
- 2002: Petite victoire của Gilles Cohen (phim ngắn) - vai Michelle
- 2002: Le Stade de Wimbledon của Mathieu Amalric - người vợ trẻ
- 2002: Une affaire privée của Guillaume Nicloux - vai Sylvie, vợ cũ của Manéri
- 2002: 17 fois Cécile Cassard của Christophe Honoré - vai Edith
- 2003: Saltimbank của Jean-Claude Biette - vai Vanessa Bartholomioux
- 2003: Toutes ces belles promesses của Jean-Paul Civeyrac - vai Marianne (đoạt giải Jean Vigo)
- 2004: Code 46 của Michael Winterbottom - vai Sylvie
- 2004: Clean của Olivier Assayas - vai Irène Paolini
- 2005: Les Rois maudits (TV) của Josée Dayan - vai Béatrice d'Hirson
- 2005: Ne change rien của Pedro Costa (phim tài liệu ngắn 13 phút về việC làm nữ ca sĩ của cô, đóng chung với Rodolphe Burger)
- 2006: Noise (TV): của Olivier Assayas (phim tài liệu về liên hoan nhạc Rock ở Saint-Brieuc)
- 2006: Call Me Agostino của Christine Laurent - vai Marianne Baudessin
- 2006: Mademoiselle Y của Hélène Fillières (phim ngắn) - vai bà X
- 2007: J'aurais voulu être un danseur của Alain Berliner - vai Claudia
- 2007: Ne touchez pas la hache của Jacques Rivette - vai Antoinette de Langeais
- 2007: Sagan của Diane Kurys - vai Peggy Roche
- 2008: La Fille de Monaco của Anne Fontaine - vai Hélène
- 2008: L'Idiot, của Pierre Léon - vai Nastassia Philippovna
- 2008: Le Plaisir de chanter của Ilan Duran Cohen - vai Constance
- 2009: Le Bal des actrices của Maïwenn Le Besco - vai Jeanne Balibar
- 2009: La Petite Sibérie của Laurence Ferreira Barbosa -
- 2009: Panique au village của Stéphane Aubier & Vincent Patar - vai bà Longrée
- 2009: Mourir d'aimer (TV) của Josée Dayan - vai mẹ của Lucas
- 2010:Ne change rien của Pedro Costa

## Kịch và nhảy múa
- 1991: L'Enchanteur pourrissant của Guillaume Apollinaire, do Jean-Pierre Rossfelder đạo diễn
- 1992: Le Mariage forcé của Molière, do Sava Lolov đạo diễn
- 1994: Dom Juan của Molière, do Jacques Lassalle đạo diễn
- 1994: Monsieur Bob'le của Georges Schehadé, do Jean-Louis Benoît đạo diễn
- 1994: La Glycine của Serge Rezvani, do Jean Lacornerie đạo diễn
- 1995: Le Square của Marguerite Duras, do Christian Rist đạo diễn
- 1995: Les Bonnes của Jean Genet, do Philippe Adrien đạo diễn
- 1996: Clitandre ou l'innocence délivrée của Corneille do Muriel Mayette đạo diễn
- 1997: Macbeth của William Shakespeare, do Katharina Thalbach đạo diễn
- 1999: Les Huissiers của Michel Vinaver, do Alain Françon đạo diễn
- 1999: Penthésilée của Heinrich von Kleist, do Julie Brochen đạo diễn
- 2000: Histoire naturelle de l’esprit (tiếp theo và hết) của và do Jean-François Peyret đạo diễn
- 2001: Velvette của Jacques Séréna, do Joël Jouanneau đạo diễn
- 2003: Oncle Vania của Tchekhov, do Julie Brochen đạo diễn
- 2003: Le Soulier de satin của Paul Claudel, do Olivier Py đạo diễn
- 2003: Le Cadavre vivant của Léon Tolstoï, do Julie Brochen đạo diễn
- 2005: Solaris dựa trên tiểu thuyết Solaris của Stanislas Lem, do Martin Wuttke đạo diễn
- 2006: Histoire vraie de la Périchole phỏng theo Jacques Offenbach, do Julie Brochen đạo diễn
- 2008: Tournant autour de Galilée của Jean-François Peyret -
- 2008: La Danseuse malade của Boris Charmatz
- 2008: Électre của Sophocle
- 2009: Le Soulier de satin của Paul Claudel, do Olivier Py đạo diễn

## Đĩa hát
- 1999: Liberté de circulation (tập thể) tên: Les p'tits papiers
- 2002: Autour de Serge Reggiani (tập thể) tên: La putain
- 2003: Paramour
- 2006: Noise: Cho Olivier Assayas toàn quyền ở Liên hoan nhạc Rock ở Saint-Brieuc (tập thể)
- 2006: Slalom Dame
- 2009: Le Bal des actrices tên: Changer d'air và Merci

## Giải thưởng
- 1997: Nữ diễn viên xuất sắc (Cuộc họp mặt truyền hình quốc tế) trong phim Le Crime de monsieur Still
- 1997: Đề cử Giải César cho nữ diễn viên triển vọng trong phim Comment je me suis disputé… (cuộc sống tình dục của tôi)
- 1998: Đề cử Giải César cho nữ diễn viên triển vọng trong phim J'ai horreur de l'amour
- 1998: Giải diễn xuất ở Liên hoan phim quốc tế San Sebastián cho phim Fin août, début septembre
- 2001: Đề cử Giải César cho nữ diễn viên phụ xuất sắc nhất, phim Ça ira mieux demain
- 2003: Giải Jean-Vigo, phim Toutes ces belles promesses
- 2009: Đề cử Giải César cho nữ diễn viên phụ xuất sắc nhất, phim Sagan